# Potez 452
Il Potez 452 fu un idroricognitore e idrovolante da collegamento biposto, monomotore ad ala alta a parasole sviluppato dall'azienda francese Potez nella prima parte degli anni trenta.
Adottato dalla Aéronautique navale, la componente aerea dalla Marine nationale (la marina militare francese), ed utilizzato su alcune unità navali della marina durante la prima fase della Seconda guerra mondiale, rimase operativo fino al 1943-1944 nel territorio dell'Indocina francese.

## Utilizzatori
Francia
 Francia di Vichy
- Aéronautique navale